# 18994 Nhannguyen
18994 Nhannguyen (2000 RO50) là một tiểu hành tinh vành đai chính được phát hiện ngày 5 tháng 9 năm 2000 bởi nhóm nghiên cứu tiểu hành tinh gần Trái Đất phòng thí nghiệm Lincoln ở Socorro.